# Relações entre Estados Unidos e México
As relações entre Estados Unidos e México referem-se às relações diplomáticas, económicas, históricas e culturais estabelecidas entre os Estados Unidos da América e os Estados Unidos Mexicanos. Os dois países compartilham uma extensa fronteira marítima e terrestre na América do Norte, a maior do continente americano e uma das maiores do mundo. Além disto, ao longo de suas relações diplomáticas, estabeleceram inúmeros acordos e tratados na esfera bilateral, como a Compra Gadsden, e na esfera multilateral, como o Acordo de Livre Comércio da América do Norte. Ambos os países compartilham também a membresia em algumas organizações internacionais, incluindo a Organização dos Estados Americanos e as Nações Unidas, das quais são membros fundadores.
Desde o fim do século XIX, durante o governo de Porfirio Díaz (1876–1911), os dois países têm desenvolvido relações diplomáticas e econômicas próximas. Durante a longa presidência de Díaz, conhecida como Porfiriato, o México se abriu para o mercado estrangeiro e companhias norte-americanas puderam investir nos setores de agricultura e mineração. Os Estados Unidos desempenharam um papel significante no decurso da Revolução Mexicana, com ações diretas de seu governo ora apoiando, ora repudiando as facções revolucionárias.
A extensa fronteira territorial entre os dois países é um símbolo da paz e segurança na região, e da sua importância para a segurança interna norte-americana e o comércio internacional. Os Estados Unidos são o maior parceiro comercial do México, que por sua vez é o terceiro maior parceiro comercial dos estadunidenses. Em 2010, as exportações mexicanas totalizaram 309 milhões de dólares, o equivalente a três quartos de todas as aquisições pelos Estados Unidos naquele período. Ambos os países estão interligados também demograficamente, com mais de um milhão de cidadãos estadunidenses vivendo no México, que é o país de origem da maioria dos imigrantes que adentram os Estados Unidos. A imigração irregular ou ilegal e o narcotráfico têm sido um ponto de discussão e cooperação entre os dois governos.
Ainda que tenha condenado os terroristas dos Ataques de 11 de Setembro de 2001 e provido ajuda humanitária às vítimas do Furacão Katrina, o governo mexicano, buscando neutralidade em questões internacionais, optou por não intervir ou cooperar efetivamente com a controversa Guerra ao Terror e na igualmente controversa Guerra do Iraque, sendo ainda a única nação a deixar formal e voluntariamente o Tratado Interamericano de Assistência Recíproca em 2002; no entanto, o México apoiou os Estados Unidos na intervenção militar na Guerra Civil Líbia.
De acordo com uma pesquisa promovida pela Gallup em 2010, 4.4% dos mexicanos entrevistados afirmaram o desejo de mudar-se permanentemente para os Estados Unidos, e de acordo com relatório da Global Leadership de 2012, 37% dos mexicanos aprovam a liderança norte-americana, com 27% opondo-se e 36% indecisos sobre o assunto. Em 2013, os mexicanos foram o 9º maior grupo de estudantes internacionais nos Estados Unidos, representando 1.7% de todos os estudantes estrangeiros de nível superior no país.

## Comparações entres os dois países
|                        | Estados Unidos                                                         | México                                                                  |
| ---------------------- | ---------------------------------------------------------------------- | ----------------------------------------------------------------------- |
| Data de independência  | 4 de julho de 1776 (do Reino Unido da Grã-Bretanha)                    | 16 de setembro de 1810 (do Império Espanhol)                            |
| População              | 322 882 000 habitantes                                                 | 122 273 500 habitantes                                                  |
| Área                   | 9 850 476 km²                                                          | 1 964 375 km²                                                           |
| Densidade populacional | 31 hab/km²                                                             | 57 hab/km²                                                              |
| Capital                | Washington, D.C.                                                       | Cidade do México, D.F.                                                  |
| Maiores cidades        | Nova Iorque - 8 405 837 hab                                            | Cidade do México – 8 841 916 hab                                        |
| Tipo do Estado         | República constitucional federal presidencialista                      | República constitucional federal presidencialista                       |
| Idioma oficial         | Inglês (de fato)                                                       | Espanhol (de fato)                                                      |
| Religiões principais   | 75% Cristianismo, 20% Sem religião, 2% Judaísmo, 1% Budismo, 1% Outras | 83% Catolicismo, 7.6% Protestantismo, 4.6% Sem religião, 0.05% Judaísmo |
| PIB (nominal)          | US$17.5 trilhões                                                       | US$1.2 trilhão                                                          |

## História
Os Estados Unidos possuem uma única e complexa relação diplomática com os Estados Unidos Mexicanos. Com uma história comum que remonta à Revolução do Texas de 1835 e à Guerra Mexicano-Americana (1846 a 1848), inúmeros tratados foram firmados entre as duas nações, mais notavelmente a Compra Gadsden e o Acordo de Livre Comércio da América do Norte, em parceria também com o Canadá. Disputas territoriais e locação de recursos hídricos têm sido administrados desde 1889 pela Comissão Internacional de Águas e Fronteiras, que também administra represas e sistemas de distribuição de água nos dois países. Uma vez visto como modelo de cooperação internacional, nas décadas recentes, a organização têm sido duramente criticada por seu envolvimento em questões sociais e políticas. A imigração ilegal e irregular e o tráfico de armas e de drogas têm sido impasses comuns para ambos os países no século XXI.

### Origens
As relações entre Estados Unidos e México emergiram das relações entre os Estados Unidos e o Império Espanhol e a Nova Espanha, seu vice-reino. O que hoje corresponde ao México foi a porção central do Vice-reino da Nova Espanha quando da Independência dos Estados Unidos com relação à Grã-Bretanha, seguinte à Revolução Americana. A Espanha foi um aliado dos colonos americanos durante o conflito.
O aspecto mais relevante das relações hispano-americanas que iriam influenciar proeminentemente as relações entre Estados Unidos e México foi a posse do Texas. No início do século XIX, os Estados Unidos reivindicou o Texas como parte do território da Luisiana comprado juntamente com a Compra de 1803. A Espanha, contudo, não aceitou a reivindicação, alegando que as fronteiras ocidentais da Luisiana não estariam definidas. Em 1819, a disputa foi solucionada através do Tratado de Adams-Onís, no qual os Estados Unidos abriram mão do Texas em detrimento da Flórida Espanhola.

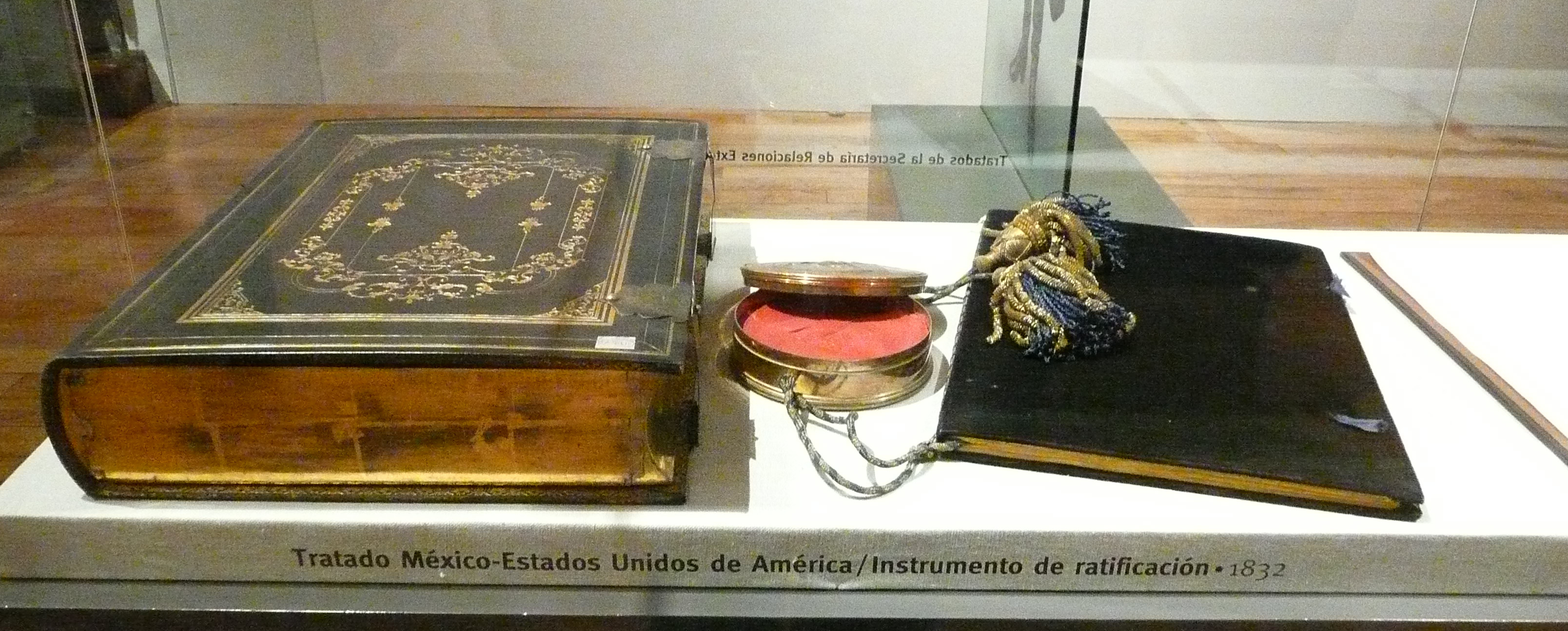
Instrumentos de ratificação do acordo de limites entre os Estados Unidos e o México em 1832.

Em 1821, a Nova Espanha tornou-se independente da Espanha e foi estabelecido o Império Mexicano por Agustín de Iturbide, que havia lutado inicialmente nas tropas realistas contra os insurgentes mexicanos. A Independência do México foi imediatamente reconhecida pelos Estados Unidos. As duas nações rapidamente estabeleceram relações diplomáticas, com a representação de Joel Poinsett. Em 1828, Estados Unidos e México reafirmaram os limites fronteiriços definidos previamente pelo Tratado de Adams-Onís através do Tratado dos Limites, porém certos grupos norte-americanos estavam extremamente descontentes com o acordo por conta do Texas. O Texas permaneceria ainda como tópico de discussão ente os dois países por décadas. As relações diplomáticas foram seriamente afetadas por disputas internas de ambos os países: no México, as disputas incluíam o estabelecimento de um governo centralizador, enquanto os Estados Unidos dividiam-se quanto à expansão da economia escravagista, o que acabou por se efetuar no território do Texas.
Na década de 1820, americanos liderados por Stephan F. Austin passaram a colonizar parte do Texas em grandes grupamentos. Estes colonizadores, conhecidos como "Texians", entravam em atritos frequentes com o governo mexicano, uma vez que buscavam autonomia política e defendiam a implementação da escravidão negra no país, o que já havia sido abolido pelo presidente Vicente Guerrero em 1829. Os desacordos entre as duas partos resultou na Revolução do Texas, uma das diversas insurgências que floresceram com a aprovação de sete emendas à Constituição de 1835. Até pouco antes do conflito, a opinião pública norte-americana era indiferente com relação ao Texas, no entanto, a visão foi sendo modificada a favor do então novo território. Após a guerra, foi declarada a República do Texas, que naturalmente não foi reconhecida pelo México, levando a uma série de disputas territoriais. Em 1845, o Texas foi anexado pelos Estados Unidos, aumentando as tensões diplomáticas que levariam à Guerra Mexicano-Americana.

### Guerra Mexicano-Americana (1846–1848)

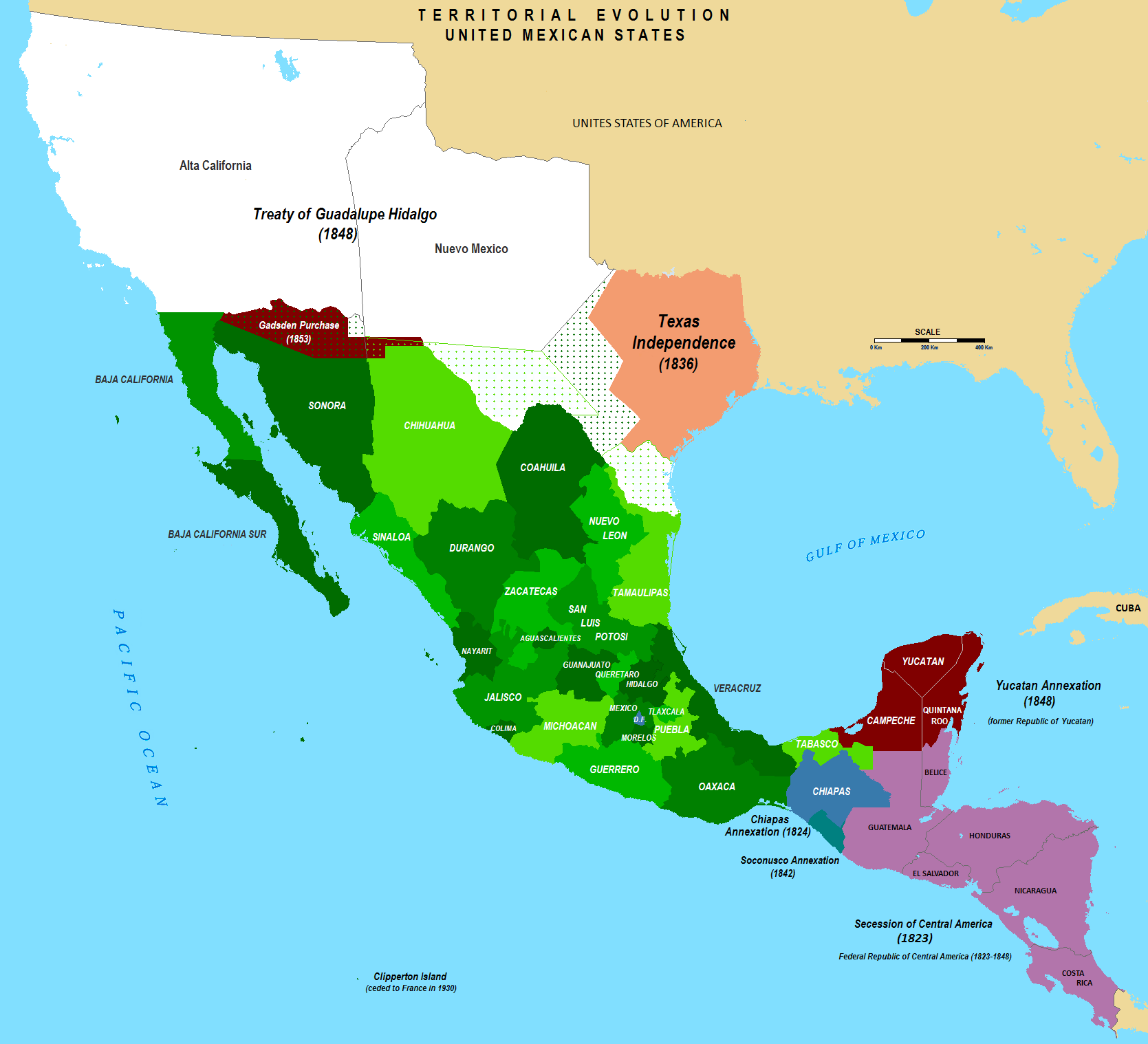
A evolução territorial do México após sua Independência, aqui evidenciando as anexações pelos Estados Unidos (em vermelho, branco e laranja).

A Guerra Mexicano-Americana ocorreu de 1846 a 1848. O México recusou-se a reconhecer a independência da província do Texas e declarou tensões provenientes de sua anexação por parte dos Estados Unidos. Os Estados Unidos haviam anexado o território do Texas em 1845. O conflito resultante eclodiu no ano seguinte. O Presidente James K. Polk incentivou o Congresso a declarar guerra por motivações não muito claras. A guerra acabou por provar-se um desastre para o México; com os americanos tomando controle do Novo México e da Califórnia e invadindo temporariamente algumas províncias do norte mexicano. Em setembro de 1847, tropas americanas sob o comando do General Winfield Scott tomaram a Cidade do México. A guerra foi vencida pelos Estados Unidos; com o estabelecimento do Tratado de Guadalupe Hidalgo. Como resultado, o México foi forçado a vender seu território setentrional, incluindo Califórnia e Novo México, aos Estados Unidos no que ficou conhecido como Cessão Mexicana. Por outro lado, o México também abriu mão de sua reivindicação pelo Texas e os Estados Unidos perdoaram os débitos de cidadãos mexicanos. Por fim, os mexicanos residentes nos territórios anexados tornaram-se cidadãos estadunidenses.
No decorrer do conflito, havia muitas ponderações sobre a anexação de todo o território mexicano, primeiramente com o objetivo de ampliar a área de escravidão. Contudo, muitos líderes políticos sulistas envolvidos no conflito foram contrários à manobra por conta das diferenças culturais entre os dois países.
Em 1854, os Estados Unidos adquiriram mais 30 mil m² de terras mexicanas na Compra Gadsden; o preço pago pelo acordo foi de 10 milhões de dólares. O objetivo inicial era construir uma linha férrea ligando o Arizona a Califórnia.

### 1850 - 1870

A Compra Gadsden.

O Presidente mexicano Antonio López de Santa Anna havia vendido terras de seu país aos Estados Unidos por meio da Compra Gadsden, permitindo a construção de uma ferrovia ligando os estados do Arizona e da Califórnia. Esta aquisição teve um papel significante na política interna, levando a insurgência de liberais mexicanos contra Santa Anna, no que ficou conhecido como a Revolução de Ayutla, uma vez que os territórios vendidos eram considerados patrimônio do México.
Com a implantação de reformas políticas pelos liberais e o palco para uma guerra civil, o governo de Benito Juárez negociou com os Estados Unidos a construção de uma rota interoceânica no sul do México. O tratado foi firmado em 1859 entre Melchor Ocampo e o representante estadunidense Robert Milligan McLance, que acabaram por dar seus nomes ao Tratado McLane-Ocampo. O Senado dos Estados Unidos não ratificou o tratado; pelo contrário o México cederia ainda maiores territórios aos Estados Unidos em busca de apoio financeiro ao seu novo governo.
A partir de 1861, líderes conservadores mexicanos buscaram apoio de Napoleão III de França para abolir a república liberal de Benito Juárez. A França havia cedido os territórios que formaram os Estados Confederados da América durante a Guerra Civil Americana, mas não haviam acordado sobre seu reconhecimento diplomático. Os franceses esperavam que uma vitória dos Confederados beneficiasse o domínio econômico francês sobre o México. Ao ficar claro que o governo norte-americano não poderia intervir nas questões internas do país vizinho, a França invadiu o México e nomeou o príncipe austríaco Maximiliano I do México como seu governante em 1864. Convicto da legalidade democrática dos governos de Benito Juárez e Abraham Lincoln, Matías Romero, embaixador mexicano em Washington, mobilizou apoio dos congressistas americanos e obteve o protesto do governo norte-americana contra a violação francesa da Doutrina Monroe. Uma vez finalizada a Guerra Civil Americana, em abril de 1865, os Estados Unidos permitiram que partidários de Juárez tivessem acesso aos armamentos americanos. Napoleão III insistiu no conflito e foi derrotado pelos mexicanos e americanos; Maximiliano, por sua vez, que decidiu permanecer no país recusando a proposta de exílio, foi executado pelo governo mexicano em 1867. O apoio que os Estados Unidos haviam concedido ao governo liberal de Juárez foi um passo positivo para as relações entre os dois países.

### Porfiriato(1876–1910)

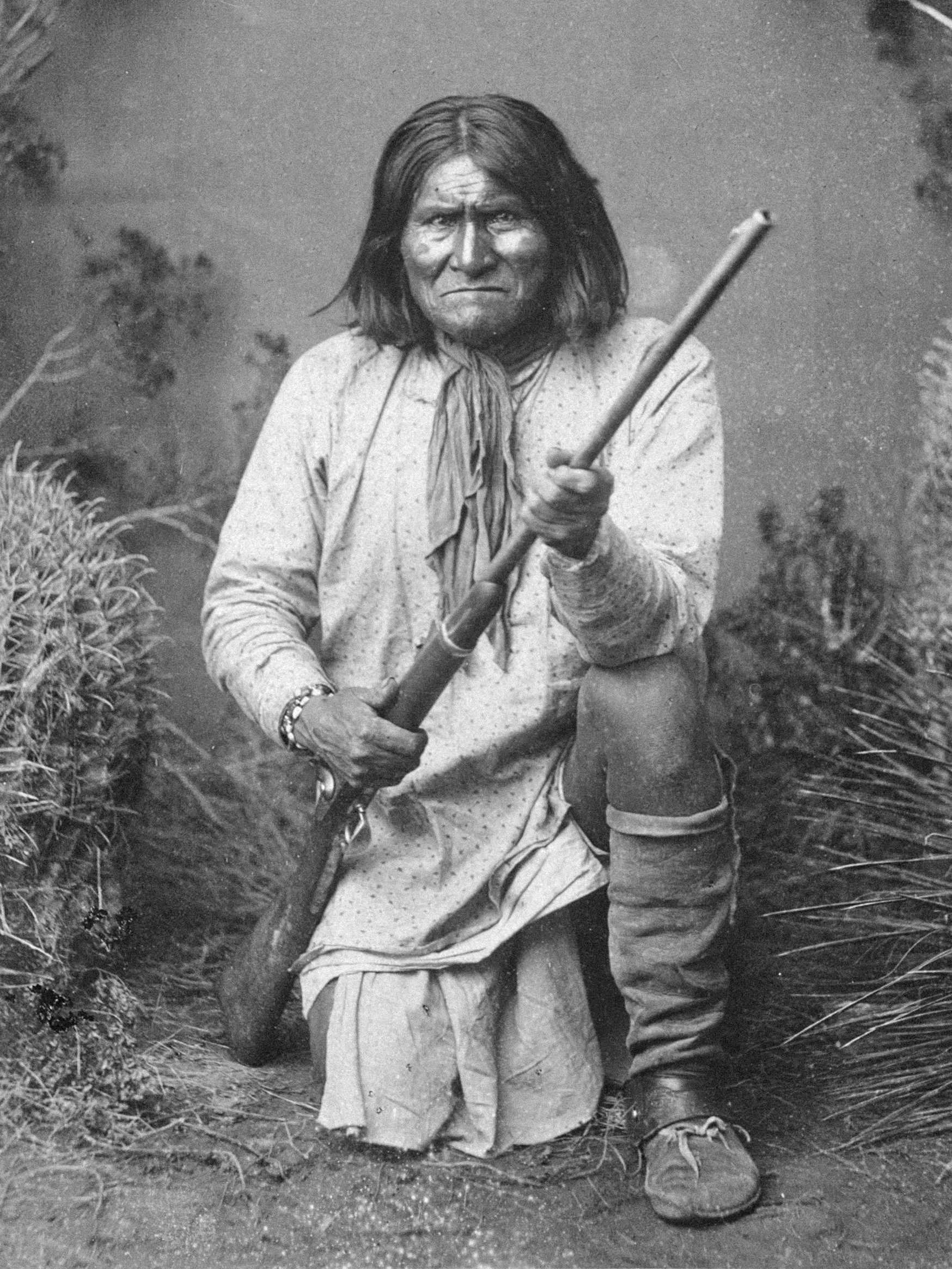
O chefe apache Gerônimo (Goyaałé), em 1887.

Com a ascensão do general Porfirio Díaz à presidência do México em 1876, as relações com as potências estrangeiras, incluindo os Estados Unidos, foram muito modificadas. O México tornou-se mais favorável ao investimento estrangeiro, buscando uma recuperação econômica mais rápida, no entanto, isto não mudou o conceito mexicano de soberania política. O regime de Díaz defendia a implementação de "ordem e progresso", o que soava como uma garantia ao investidores estrangeiros de que seus negócios prosperariam no país. Díaz era nacionalista e herói militar que havia destacado na luta contra a Intervenção Francesa de 1862. Os Estados Unidos haviam concedido apoio ao governo liberalista de Benito Juárez em detrimento do Imperador Maximiliano I e dos franceses, provendo armamento aos liberais revoltosos. Porém, Díaz, que participou do conflito, não estava convencido do apoio norte-americano, sendo a ele creditada a frase: "Pobre México! Tão distante de Deus, tão perto dos Estados Unidos."
Diáz havia deposto o Presidente Sebastián Lerdo de Tejada na Revolução de Tuxtepec. Os Estados Unidos não reconheceriam seu governo até 1878, quando Rutherford B. Hayes assumiu o governo norte-americano. Dado que a França havia invadido o México militarmente, o país não restabeleceu relações diplomáticas com nenhuma nação europeia durante o Porfiriato, porém passou a manter uma "relação especial" com os Estados Unidos. Uma questão que causava tensões entre os dois governos eram os grupos indígenas cujos territórios tradicionais haviam tornado-se fronteira internacional, especialmente os Apaches. O líder apache Geronimo foi invadido pelos dois lados da fronteira. Criminosos também invadiam a fronteira, aumentando as tensões entre os dois governos. Porém, uma combinação de fatores fez com que o governo de Díaz fosse reconhecido pelos Estados Unidos.
Com a construção de uma ferrovia ligando o Novo México e os Estados Unidos, a região fronteiriça evoluiu para uma grande zona econômica. A construção da ferrovia efetivamente encerrou as disputas com os Apaches. O trecho que liga a Cidade do México a El Paso, no Texas, foi inaugurado em 1884.

### 1945 - atualidade

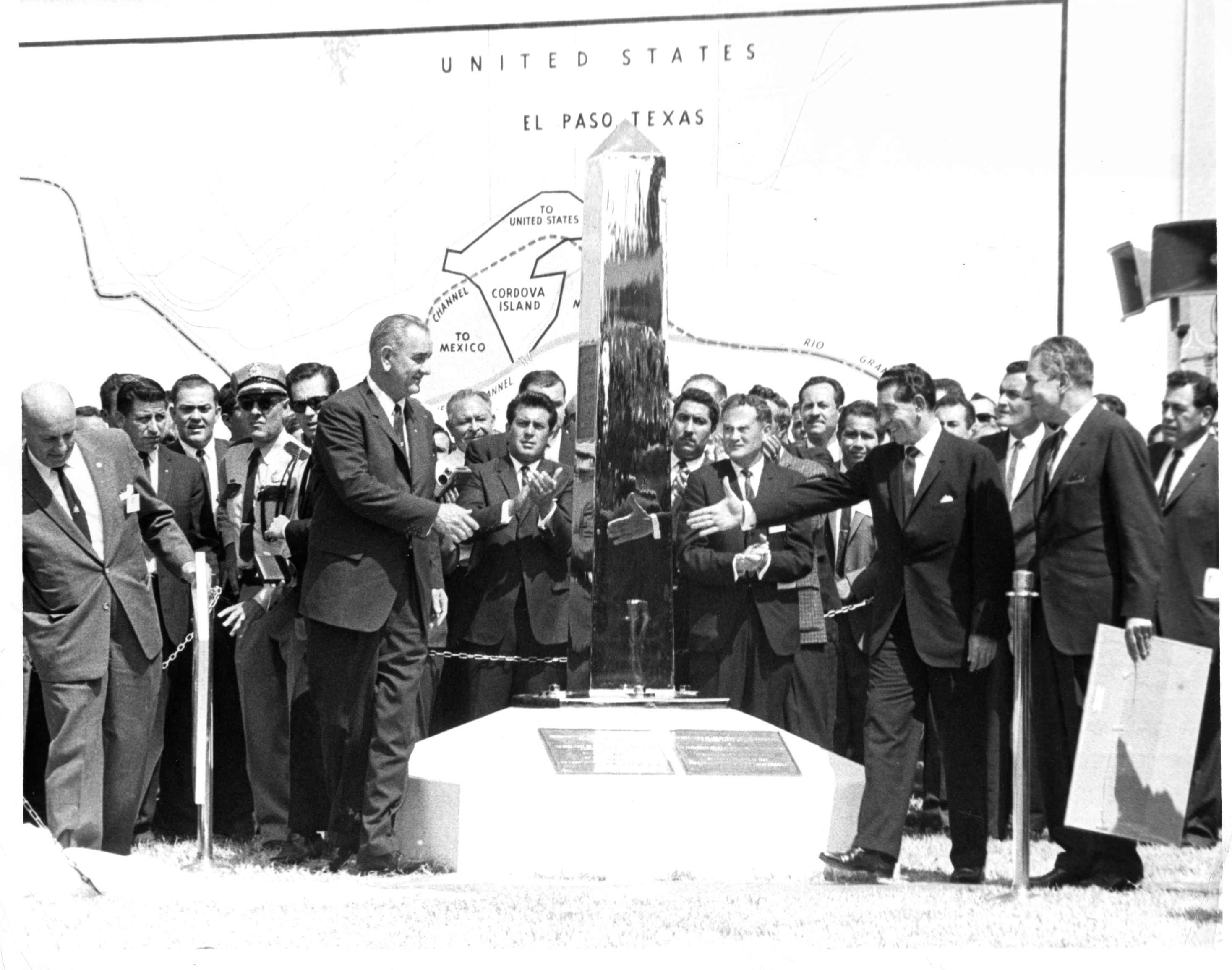
Os presidentes Lyndon B. Johnson e Adolfo López Mateos inauguram a nova divisa, marcando o término pacífico da Disputa Chamizal, 1964.

Os presidentes Ronald Reagan e José López Portillo na Conferência Norte-Sul de 1981, em Cancún.

A aliança ente os Estados Unidos e o México durante a Segunda Guerra Mundial aprimorou as relações entre os dois países. O Presidente mexicano Manuel Ávila Camacho reuniu-se com Franklin Delano Roosevelt e também com Harry S. Truman, fortificando laços econômicos com os Estados Unidos. Ávila Camacho não liderou na Revolução Mexicana, e tinha uma orientação pró-comércio e pró-religião que soava mais congênita à retórica americana. Durante a visita de Estado de Camacho, Truman devolveu oficialmente algumas bandeiras mexicanas capturadas pelos americanos durante a Guerra Mexicano-Americana e elogiou os militares que morreram defendendo a Cidade do México durante o conflito.
Com o fim da Segunda Guerra Mundial, os Estados Unidos diminuiu sua demanda por mão-de-obra mexicana através do "Programa Bracero". Para os trabalhadores mexicanos, isto representava menos oportunidades. Contudo, a indústria cafeeira estava em plena produção durante a industrialização pós-guerra. Em 1946, o partido político dominante mudou seu nome para Partido Revolucionário Institucional, e enquanto mantinha uma retórica revolucionária, também abraçou a industrialização do país. O México apoiou as políticas estadunidenses durante a Guerra Fria e não se opôs à intervenção na Guatemala que depôs o Presidente Jacobo Arbenz.
Durante o governo de Adolfo López Mateos, os Estados Unidos e o México concluíram a Disputa Chamizal pela fronteira entre os dois países através de um tratado de sedição. O Tratado de Fronteiras de 1970 resolveu a disputa entre as duas nações.
O Tratado de Livre Comércio da América do Norte (1994)
Os Estados Unidos e o México possuem profundos laços econômicos. Os Estados Unidos são o maior parceiro comercial do México, correspondendo a quase metade de todas as exportações do ano de 2008 e mais da metade das importações de 2009. Para os Estados Unidos, o México é o terceiro maior parceiro comercial, perdendo somente para Canadá e China, respectivamente, em dados de 2010. Os dois países, juntamente com o Canadá, assinaram o Tratado de Livre Comércio da América do Norte (NAFTA) em 1994 com o objetivo de eliminar as barreiras alfandegárias no subcontinente. Os investimentos diretos estrangeiros no México cresceram significantemente após a criação do bloco e em 2008, 41% de todos os investimentos estrangeiros no país eram provenientes dos Estados Unidos. Grande parte destes investimentos são direcionados à manufatura. A Wal-Mart, uma empresa estadunidense, é o maior empregador privado do México.

### Cimeira Taft-Díaz
Em 1909, William Howard Taft e Porfirio Diáz planejaram uma cimeira em El Paso, Texas e em Ciudad Juárez, México; um encontro história entre presidentes dos dois países, sendo a primeira visita de um presidente norte-americano ao México e a segunda visita externa de um presidente em exercício (somente Theodore Roosevelt havia visitado o Panamá anos antes). Díaz desejava que o encontro impulsionasse seus planos de governar o país pelo oitavo mandato, e Taft concordou em apoiá-lo em troca de medidas de proteção para os investimentos americanos no México. Ambas as partes concordaram em transformar a disputa de Chamizal um território neutro durante a cimeira, no entanto, a região foi alvo de toda a atenção da imprensa, resultando em ameaças de segurança durante a realização do evento. O esquema de segurança foi provido pelos Texas Rangers, agentes do Serviço Secreto e do BOI e militares das duas forças armadas.

## Imigração ilegal

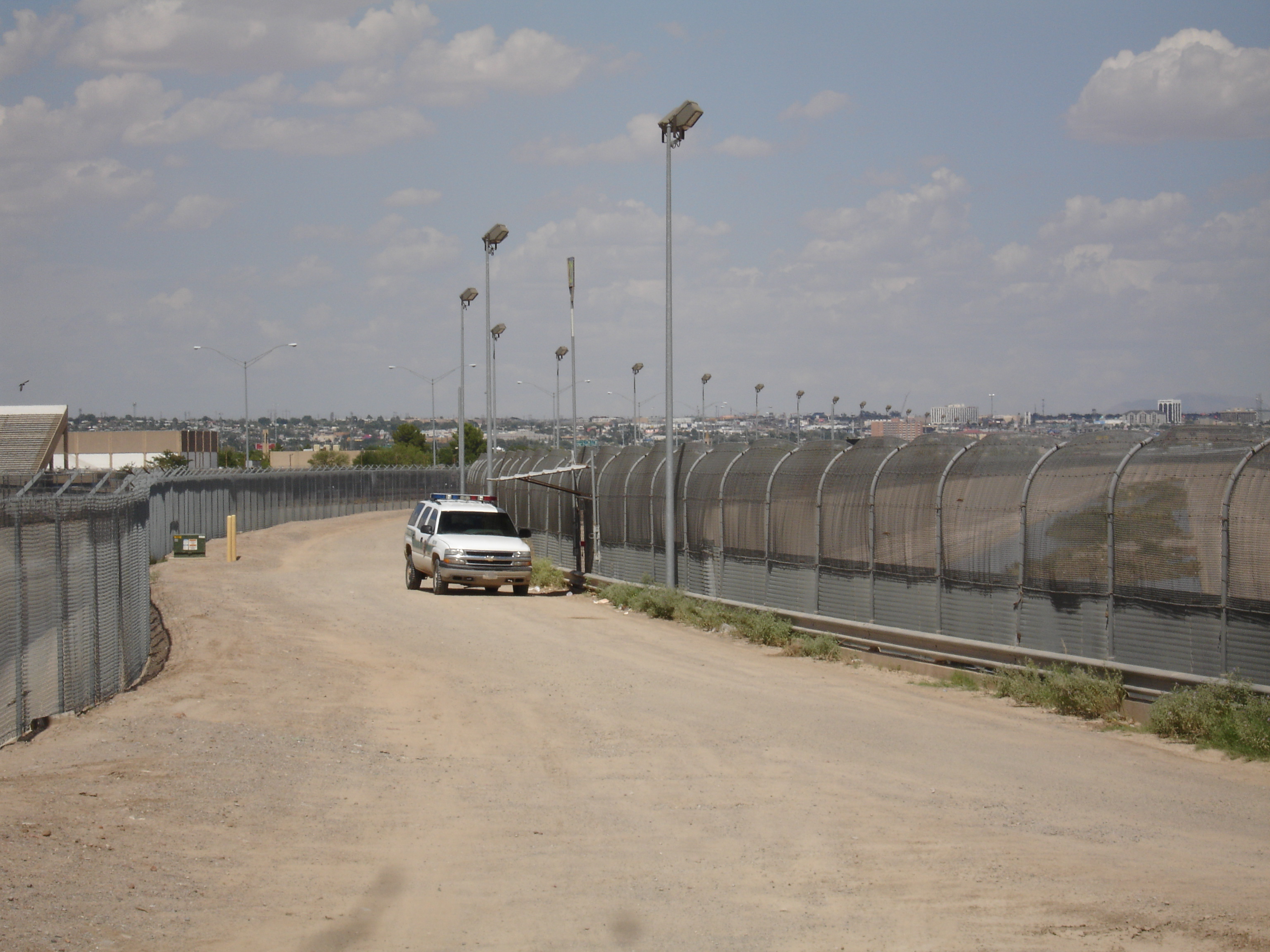
A barreira fronteiriça na altura de El Paso, Texas.

Em dados de 2009, 62% dos imigrantes ilegais nos Estados Unidos eram de origem mexicana. Comumente aqueles que adentram os Estados Unidos ilegalmente são levados por transportadores conhecidos como "coyotes". Em 2005, de acordo com o Banco Mundial, o México recebeu cerca de 18.1 bilhões de dólares em remessas de cidadãos vivendo nos Estados Unidos. Em resposta, os Estados Unidos ergueram uma barreira ao longo de sua fronteira terrestre com o México.

### Narcotráfico
O México é a maior fonte de drogas que entram nos Estados Unidos. Na década de 1990, de 80 a 90% da cocaína traficada para os Estados Unidos chegou através de sua fronteira com o México. Em fevereiro de 1985, o agente estadunidense Enrique Camarena, apelidado "Kiki", foi sequestrado, torturado e assassinado, no que foi considerado uma tentativa dos cartéis mexicanos de ameaçar o governo norte-americano. A partir dos anos 2000, com a ascensão do partido de oposição ao poder, o governo mexicano reforçou suas ações contra as organizações criminosas do país. Os Estados Unidos fornecem apoio logístico e financeiro ao México através da Iniciativa Mérida.

### Fogo contra veículos diplomáticos
Em 24 de agosto de 2012, um veículo a serviço da Embaixada dos Estados Unidos foi alvejado por agentes da Polícia Federal Mexicana, deixando dois feridos. O incidente ocorreu no sul da Cidade do México, enquanto o veículo transportava dois norte-americanos e um oficial da Marinha Mexicana à uma base naval; a área onde o veículo foi atingido é próxima a Cuernavaca, uma região conhecida pelos altos índices de criminalidade. Doze agentes da Polícia Federal Mexicana foram presos por conta do ocorrido. Os dois norte-americanos foram depois divulgados como agentes da CIA que investigavam um sequestro. No início de outubro de 2012, foi evidenciado que os agentes haviam sido alvos de uma tentativa de assassinato pelo Cartel Beltran Leyva.

## Missões diplomáticas
| dos Estados Unidos no México - Cidade do México (Embaixada) - Ciudad Juárez (Consulado Geral) - Guadalajara (Consulado Geral) - Hermosillo (Consulado Geral) - Matamoros (Consulado Geral) - Mérida (Consulado Geral) - Monterrey (Consulado Geral) - Nogales (Consulado Geral) - Nuevo Laredo (Consulado Geral) - Tijuana (Consulado Geral) - Acapulco (Agência Consular) - Cabo San Lucas (Agência Consular) - Cancún (Agência Consular) - Mazatlán (Agência Consular) - Oaxaca (Agência Consular) - Piedras Negras (Agência Consular) - Playa del Carmen (Agência Consular) - Puerto Vallarta (Agência Consular) - San Miguel de Allende (Agência Consular) | do México nos Estados Unidos - Washington, D.C. (Embaixada) - Atlanta (Consulado Geral) - Austin (Consulado Geral) - Boston (Consulado Geral) - Chicago (Consulado Geral) - Dallas (Consulado Geral) - Denver (Consulado Geral) - El Paso (Consulado Geral) - Houston (Consulado Geral) - Laredo (Consulado Geral) - Los Angeles (Consulado Geral) - Miami (Consulado Geral) - Nova Iorque (Consulado Geral) - Nogales (Consulado Geral) - Phoenix (Consulado Geral) - Sacramento (Consulado Geral) - San Antonio (Consulado Geral) - San Diego (Consulado Geral) - San Francisco (Consulado Geral) - San Jose (Consulado Geral) - San Juan (Consulado Geral) - Albuquerque (Consulado) - Anchorage (Consulado) - Boise (Consulado) - Brownsville (Consulado) - Calexico (Consulado) - Del Rio (Consulado) - Detroit (Consulado) - Douglas (Consulado) - Eagle Pass (Consulado) - Filadélfia (Consulado) - Fresno (Consulado) - Indianapolis (Consulado) - Kansas City (Consulado) - Las Vegas (Consulado) - Little Rock (Consulado) - McAllen (Consulado) - Milwaukee (Consulado) - Nova Orleãs (Consulado) - Omaha (Consulado) - Orlando (Consulado) - Oxnard (Consulado) - Portland (Consulado) - Presidio (Consulado) - Raleigh (Consulado) - Saint Paul (Consulado) - Salt Lake City (Consulado) - San Bernardino (Consulado) - Santa Ana (Consulado) - Seattle (Consulado) - Tucson (Consulado) - Yuma (Consulado) |

## Membresia comum
- Cooperação Econômica Ásia-Pacífico
- Banco de Compensações Internacionais
- Comitê Olímpico Internacional
- Fundo Monetário Internacional
- Banco Mundial
- Agência Internacional de Energia Atómica
- Câmara de Comércio Internacional
- Tribunal Internacional de Justiça
- Organização dos Estados Americanos
- NAFTA
- G20
- Organização para a Cooperação e Desenvolvimento Económico
- Organização Mundial do Comércio
- Organização das Nações Unidas
  - Organização das Nações Unidas para Alimentação e Agricultura
  - Organização Mundial da Saúde
  - UNESCO